# 野沢卯市
野沢 卯市（野澤、のざわ ういち、1868年10月20日（明治元年9月5日）- 1961年（昭和36年）7月26日）は、明治から昭和前期の政治家、実業家。衆議院議員。旧姓・石塚。

## 経歴
佐渡国羽茂郡徳和村（新潟県佐渡郡赤泊村大字徳和を経て現佐渡市徳和）で、素封家・石塚孫四郎の二男として生まれ、野沢長吉の養子となった。進学のため上京する際、寺泊から三国峠を徒歩で進む中で佐渡が本土よりも豊かであると気づき、北前船の恩恵であると判断して、航路整備を生涯の課題とすることに決した。1890年（明治23年）7月、東京専門学校（現早稲田大学）政治科を卒業。1895年（明治28年）家督を相続した。
1895年2月、新潟県会議員に選出され6期在任。1897年（明治30年）2月、佐渡郡会議員となり1期在任。その他、新潟県水産試験場評議員、同衛生会商議員、同森林会議員、同産業調査会員も務めた。鉄道時代の到来を見据えて、両津港を玄関口とする佐渡航路の充実整備に尽力した。
1930年（昭和5年）2月、第17回衆議院議員総選挙で新潟県第1区から立憲民政党公認で出馬して当選し、衆議院議員に1期在任した。民政党の重鎮として新潟県支部長を長らく務めた。
実業界では、二葉社常務取締役、新潟貯蓄銀行監査役、佐渡汽船取締役、佐渡水力電気取締役などを務めた。

## 国政選挙歴
- 第13回衆議院議員総選挙（新潟県佐渡、1917年4月、憲政会）次点落選[8]
- 第16回衆議院議員総選挙（新潟県第1区、1928年2月、立憲民政党公認）次点落選[9]
- 第17回衆議院議員総選挙（新潟県第1区、1930年2月、立憲民政党公認）当選[7]

## 親族
- 妻 野沢カツ（養父長女）[6]